# 馬丁·羅德里格斯 (網球運動員)
馬丁·羅德里格斯（Martín Rodríguez，1969年12月18日—）是一位阿根廷網球運動員。
1991年，羅德里格斯轉為職業網球運動員。1994年6月14日，他達到生涯最高單打排名第71。2004年10月25日，他達到生涯最高雙打排名第15。
羅德里格斯在生涯中獲得六座ATP雙打比賽冠軍，不過卻從未奪得ATP單打比賽冠軍，他所獲得的獎金為1,220,943美元。他曾與許多選手合作，不過合作時間最久的為他的同胞加斯頓·埃特利斯。
目前他正居住於布宜諾斯艾利斯。

## 外部連結
- 馬丁·羅德里格斯（英文/西班牙文）的官方資料
- 馬丁·羅德里格斯的國際網球總會 職業／青少年 官方資料（英文）
- 馬丁·羅德里格斯的官方資料（英文）